# Cantonul Rohrbach-lès-Bitche
Cantonul Rohrbach-lès-Bitche este un canton din arondismentul Sarreguemines, departamentul Moselle, regiunea Lorena, Franța.

## Comune
| Comune              | Populație (1999) | Cod poștal | Cod INSEE |
| ------------------- | ---------------- | ---------- | --------- |
| Achen               | 1.010            | 57412      | 57006     |
| Bettviller          | 848              | 57410      | 57074     |
| Bining              | 1.180            | 57410      | 57083     |
| Enchenberg          | 1.259            | 57415      | 57192     |
| Etting              | 761              | 57412      | 57201     |
| Gros-Réderching     | 1.299            | 57410      | 57261     |
| Kalhausen           | 845              | 57412      | 57355     |
| Lambach             | 539              | 57410      | 57376     |
| Montbronn           | 1.670            | 57415      | 57477     |
| Petit-Réderching    | 1.488            | 57410      | 57535     |
| Rahling             | 811              | 57410      | 57561     |
| Rohrbach-lès-Bitche | 2.102            | 57410      | 57589     |
| Schmittviller       | 347              | 57412      | 57636     |
| Siersthal           | 636              | 57410      | 57651     |
| Soucht              | 1.145            | 57960      | 57658     |